# 梁山伯与祝英台 (芭蕾舞剧)
梁山伯与祝英台芭蕾舞剧是上海芭蕾舞团在2001年上海国际艺术节闭幕式（2001年12月1日）首演的大型民族原创四幕芭蕾芭蕾舞剧，是芭蕾舞演员辛丽丽第一次编导的芭蕾舞作品。 上海芭蕾舞团的芭蕾舞演员季萍萍、范晓枫、孙慎逸以及陈真荣将分组扮演祝英台、梁山伯。该剧改编自同名的中国四大民间传说。